# Krucifix (Dvory)
Pískovcový kříž se nalézá v parčíku u návesního rybníčka v centru obce Dvory v okrese Nymburk (Středočeský kraj) vedle pomníku padlých.

## Popis
Pískovcový kříž je umístěn na podstavci v litinové ohrádce nedaleko od pomníku padlých. Na pískovcovém podstavci stojí hranolový sokl zakončený římsou, na které je umístěn užší pilíř zakončený korintskou hlavicí. Na ní je postaven pískovcový krucifix s ukřižovaným korpusem Krista. Na přední straně soklu je nápis "Vzniklo kolem roku 1811" a na zadní straně je další nápis „OBNOVEN A POSTAVEN NÁKLADEM OBCE DVORSKÉ L. P. 1866“.

## Galerie

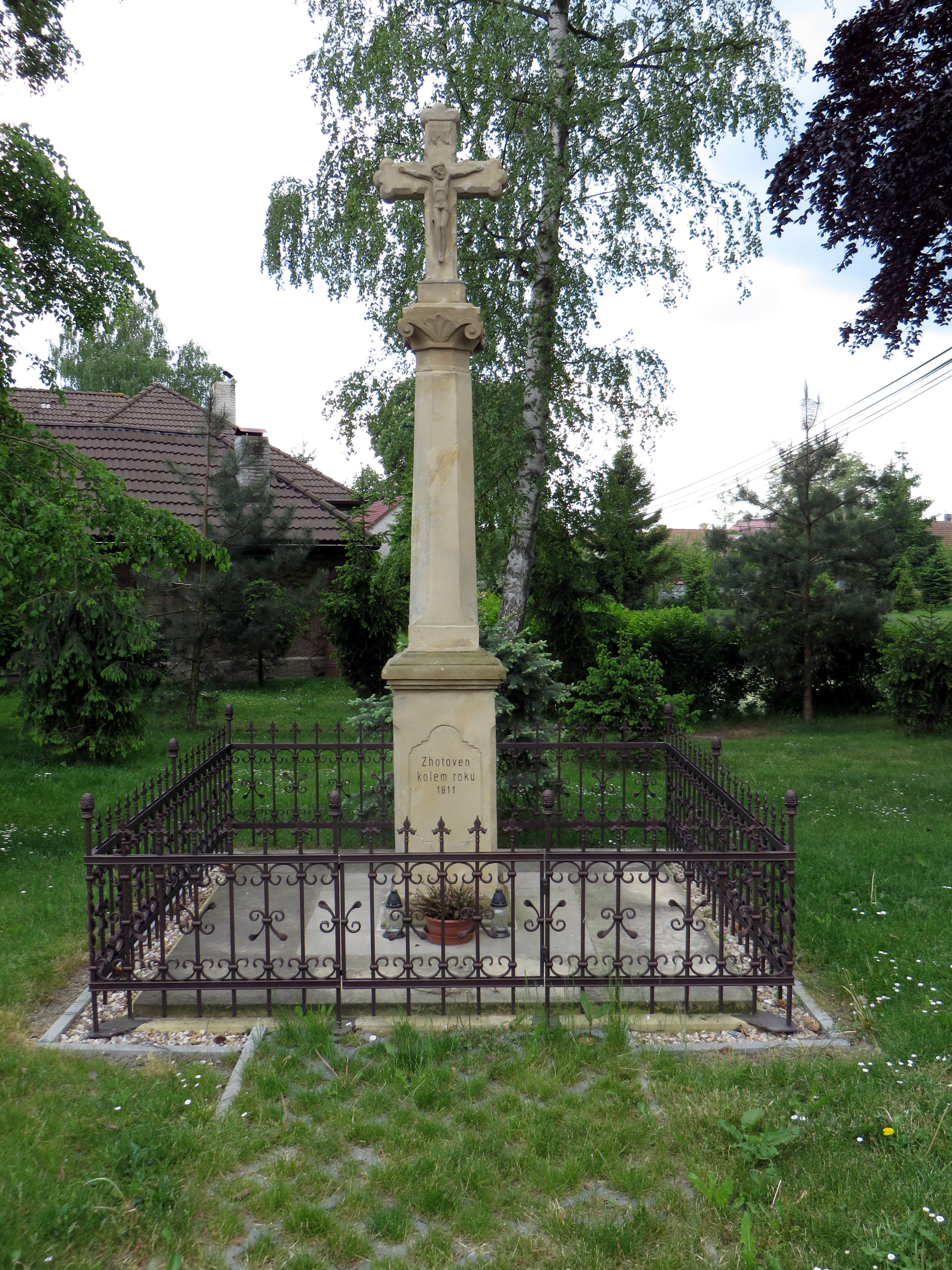
Pískovcový kříž v obci Dvory u Nymburka
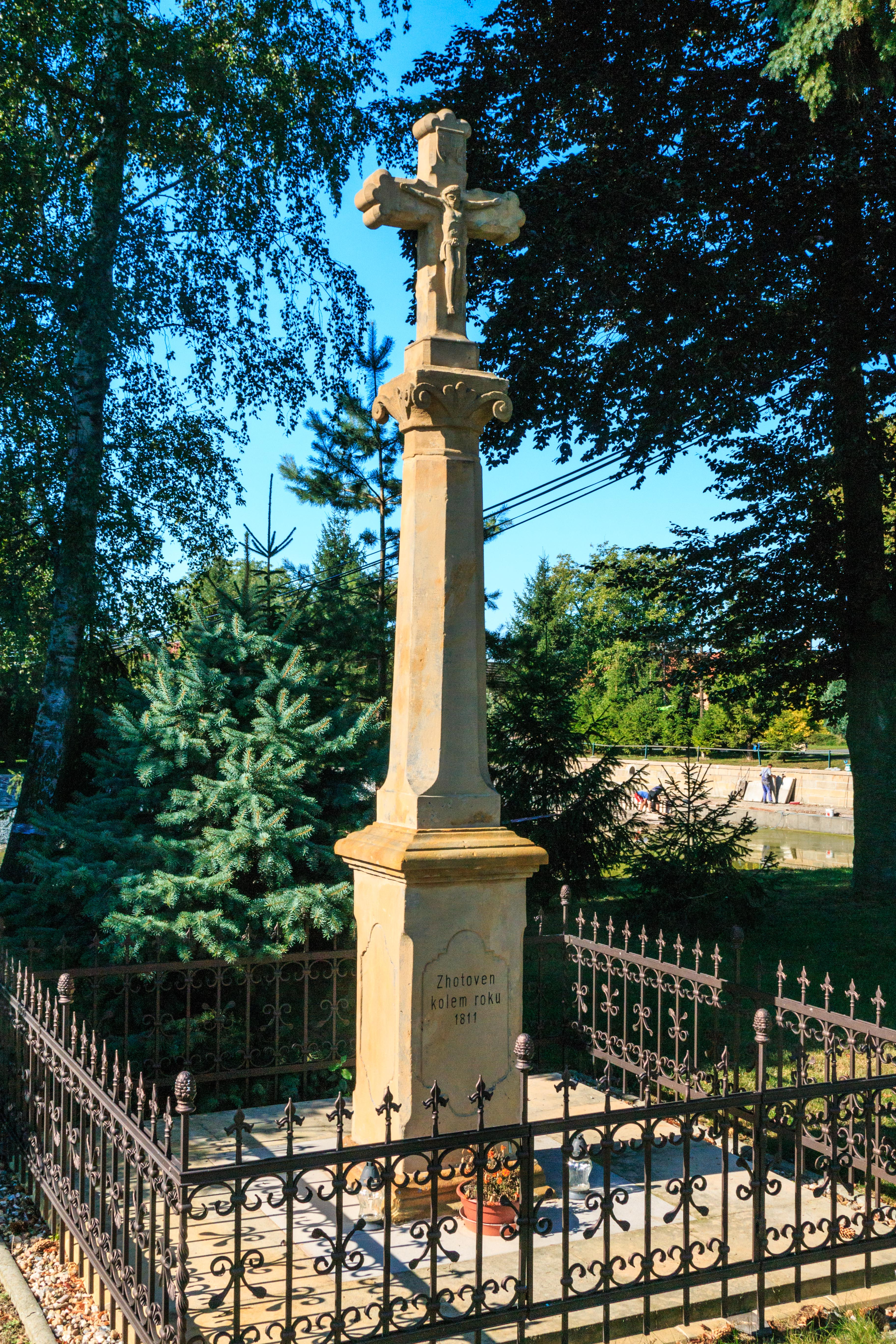
Pískovcový kříž v obci Dvory u Nymburka